# Cardeñadijo
Cardeñadijo è un comune spagnolo di 1 307 abitanti situato nella comunità autonoma di Castiglia e León.